# Tröstau
Tröstau település Németországban, azon belül Bajorországban. Lakosainak száma 2132 fő (2023. december 31.).

## Népesség
A település népessége az elmúlt években az alábbi módon változott:
| Lakosok száma | 1029 | 1988 | 2169 | 2452 | 2427 | 2353 | 2310 | 2300 | 2179 | 2132 |
|               | 1875 | 1950 | 1975 | 1987 | 2012 | 2014 | 2016 | 2017 | 2021 | 2023 |